# SER Caxias do Sul
Die Sociedade Esportiva e Recreativa Caxias do Sul meist nur kurz Caxias (ausgesprochen kaˈʃias) genannt, ist ein Fußballverein aus der rund 400.000 Einwohner zählenden Stadt Caxias do Sul im brasilianischen Bundesstaat Rio Grande do Sul.
Die Vereinsfarben sind Granat (ein dunkles Weinrot), Weiß und Blau. Der in Brasilien üblichen Maskottchen hat Caxias offiziell gleich zwei anzubieten, was dem Verein eine Ausnahmestellung verschafft. Zum einen Bepe, der lebensfreudige italienische Einwanderer, typisch für die Stadt und seit den 1990er Jahren im Dienste des Vereines. Zum anderen, gesellte sich 2005, zum 70-jährigen Vereinsjubiläum, ein Falke zu ihm. Beide wurden vom Karikaturisten Iotti geschaffen.
Der größte Erfolg des derzeitigen Drittligisten war der Sieg in der Staatsmeisterschaft von Rio Grande do Sul von 2000.

## Geschichte
Am 10. April 1935 entstand der Verein als Grêmio Esportivo Flamengo aus einer Fusion der Vereine Rio Branco und Rui Barbosa. Der Hauptgedanke war hierbei, wettbewerbsfähiger zu werden und auch möglicherweise den in der Stadt dominanten Verein EC Juventude in seiner Vormachtstellung bedrängen zu können. Noch im Gründungsjahr fand am 4. August 1935 das erste Derby, der erste Clássico Fla-Ju, statt. Dabei schreckte Flamengo den Platzhirschen bereits auf und siegte auf eigener Anlage, dem Campo do Rui Barbosa, in einer Stadtmeisterschaftspartie mit 3:1.
Bereits 1937 errang Caxias die erste Stadtmeisterschaft (Citadino de Caxias do Sul). Bis zum Ende des Bestehens des Wettbewerbes kamen vier weitere dieser Titel hinzu. Die eigene Spielstätte, die Baixada Rubra, wurde 1951 eingeweiht und in den nächsten Jahren zügig ausgebaut. Sie ersetzte das seit 1937 verwendete Campo do Maguary.
1961 qualifizierte sich Flamengo erstmals für die Endphase der Staatsmeisterschaft von Rio Grande do Sul. Zu Anfang des Jahrzehntes machte der Klub auch eine Argentinien-Reise, die in jener Zeit viel Beachtung fand. Es war beeindruckend genug, dass sich der Kleinstadtverein aus dem Hinterland per Flugzeug, einer Douglas DC-3, nach Buenos Aires aufmachte, aber auch die Ergebnisse erfreuten die Zeitgenossen, selbst wenn die Gegner nicht die großen Vereine vom La Plata waren.
Gegen Ende des Jahrzehntes schlitterte Brasilien in eine Finanzkrise, und in Caxias do Sul mündete die Situation für die Fußballvereine in einer Existenzkrise. Die Erzrivalen Flamengo und Juventude entschlossen sich zu einer Vernunftehe und vereinten sich im Dezember 1971 zur Associação Caxias de Futebol (ACF). Diese erreichte zweimal einen respektablen vierten Platz bei der Staatsmeisterschaft. Doch es war keine Liebesheirat und die Ehe wurde, vornehmlich auf Betreiben von Juventude, nach der Staatsmeisterschaft 1975 aufgelöst. Dennoch machten die schwarz-weiß gekleideten Kicker der Spielgemeinschaft in ihrer kurzen Bestandszeit Geschichte als 1972 ihr Spiel gegen Grêmio Porto Alegre das erste live in Farbe übertragene Fußballspiel der brasilianischen Fernsehgeschichte wurde. Die Partie endete 0:0 und Zeitzeugen berichten übereinstimmend, dass die Qualität des dargebotenen Fußballs dem Ereignis beileibe nicht gerecht wurde.
Flamengo nannte sich bald Sociedade Esportiva e Recreativa Caxias do Sul, wird aber meist nur kurz Caxias genannt. Am 11. Dezember 1975 kam es zur ersten Neuauflage des alten Fla-Ju-Derbys. Juventude gewann im Gouverneurs-Pokal mit 1:0 gegen die noch als ACF antretenden alten Rivalen. Der erste Clássico Ca-Ju fand im März 1976 statt, als sich die beiden Mannschaften bei einem Staatsmeisterschaftsspiel in Juventudes Estádio Alfredo Jaconi mit 0:0 trennten.
In diesem Jahr spielte SER Caxias auch als erster Verein der Stadt um die nationale Meisterschaft mit. Caxias erhielt den Platz als Vertreter des Hinterlandes, da es nach der Erbauung des Estádio Centenário auf dem Grund des alten Baixada Rubra nach nur sechs Monaten Bauzeit, rechtzeitig ein brauchbares Stadion vorweisen konnte.
Der Klub schlug sich recht achtbar und wurde mit einem 15. Rang in einem Feld von 54 Teilnehmern bewertet. Der Provinzklub blieb bis 1979 erstklassig und machte in vielen Spielen einen guten Eindruck. Der spätere brasilianische Weltmeistertrainer Luiz Felipe Scolari war in jenen Jahren Spieler bei Caxias.
Neue Erfolge stellten sich erst wieder zum Ende der 1980er Jahre ein. 1987 nahm der Verein wieder am Erstligaspielbetrieb teil, allerdings im „Gelben Modul“ des Verbandes, also der schwächeren Gruppe (→ Campeonato Brasileiro de Futebol → Skandaljahr 1987). 1990 wurde Caxias erstmals Zweiter der Staatsmeisterschaft von Rio Grande do Sul, hinter Grêmio Porto Alegre. Im darauffolgenden Jahr nahm Caxias als erster Verein aus der Provinz von Rio Grande do Sul am 1989 geschaffenen nationalen Pokalwettbewerb, dem Copa do Brasil teil, schied aber bereits in der zweiten Runde gegen den Goiás EC aus.
Im Januar 1998 ließ Caxias aufhorchen, als der Verein in einem Freundschaftsspiel die für die Fußball-Weltmeisterschaft 1998 in Frankreich qualifizierte Nationalmannschaft von Jamaika mit 1:0 besiegte. Im Jahr 2000 erreichte Caxias den größten Triumph der bisherigen Vereinsgeschichte und gewann das Endspiel um die Staatsmeisterschaft. Im Hinspiel am 14. Juni besiegte die Mannschaft im heimischen Estádio Centenário die Mannschaft von Grêmio mit 3:0. Vier Tage später genügte beim Rückspiel im Estádio Olímpico Monumental in Porto Alegre ein 0:0. Im selben Jahr nahm Caxias auch zum bisher letzten Mal an der nationalen Meisterschaft teil.
Das Jahrzehnt, das so erfolgreich begann, hatte aber letztlich nur sehr wenige herausragende Momente. 2001 wurde die Teilnahme an der Série A, der nationalen Meisterschaft, nur knapp verpasst. Im Jahr des 70. Vereinsjubiläums 2005 erfolgte sogar der Abstieg in die dritte nationale Spielklasse, die Série C. Grund zur Freude war die Qualifikation für die reformierte und nunmehr von 64 auf 20 Vereine reduzierte Série C im Jahr 2008.
2015 erfolgte ein erneuter Abstieg in die viertklassige Série D.
Im Ranking des CBF, des brasilianischen Fußballverbandes, nahm der Verein im Dezember 2015 den 51. Rang ein und war damit die viertbeste Mannschaft des Staates.

## Stadion
Das vereinseigene Estádio Francisco Stédil wird üblicherweise nach seinem ursprünglichen Namen als Estádio Centenário bezeichnet, den es erhielt, da es 1976 im Rahmen der Feierlichkeiten zum Thema "100 Jahre italienische Immigration nach Rio Grande do Sul" eröffnet wurde. Es wurde 1999 nach dem für die Erbauung maßgeblichen Präsidenten benannt und steht auf dem Platz des im Jahr 1951 erbauten ehemaligen Estádio Baixada Rubra. Das Eröffnungsspiel fand am 12. September 1976 zwischen Caxias und dem SC Internacional aus Porto Alegre statt. Caxias gewann 2:1, und der Spieler Osmar brachte die Heimmannschaft mit dem ersten Treffer in Führung.
Die Initiative zum Bau des Stadions geht auf einen Vorschlag des Präsidenten des nationalen Fußballverbandes, seinerzeit der CBD, Heleno Nunes, zurück, der dem Präsidenten von Caxias, Francisco Stédil, zusicherte, dass, wenn der Verein rechtzeitig ein Stadion mit einer Kapazität von 25.000 Zusehern aufweisen könnte, dieser als Vertreter des fußballerisch vernachlässigten Hinterlandes einen Startplatz bei der brasilianischen Meisterschaft 1976 bekäme. Nach lediglich sechs Monaten Bauzeit konnte der 2006 verstorbene Präsident das Centenário vorstellen, und Caxias bekam seinen Platz in der Meisterschaft, den es über vier Jahre hinweg behaupten konnte.
Das Stadion fasst 30,822 Personen. Der inoffizielle Zuschauerrekord datiert vom 15. September 1976 als mehr als 25.000 Zuseher ein 0:0-Unentschieden zwischen Caxias und Palmeiras São Paulo verfolgten. Die genaue Zuschauerzahl ist hier unbekannt, da der Andrang so groß war, dass ungezählte Zuschauer durch einen durchbrochenen Zaun in das Stadion eindrangen. Das Spiel war das erst zweite Heimspiel in der nationalen Meisterschaft in der Vereinsgeschichte und das erste Spiel im Stadion unter Flutlicht.
Der offizielle Zuschauerrekord stammt vom 12. Dezember 1981, als 20.994 Zuseher den fulminanten 5:1-Sieg gegen Grêmio mitverfolgten.
In den 14 Jahren zwischen 1977 und 1991 verlor Caxias nur ein einziges Mal im Centenário, und zwar in einem Clássico Ca-Ju.

## Erfolge
- Staatsmeisterschaft von Rio Grande do Sul: 2000
- Copa Federação Gaúcha de Futebol: 2007

## Statistik: Derbys Caxias gegen Juventude
Seit 1935 entwickelten sich der EC Juventude und die SER Caxias do Sul, bis 1971 als Grêmio Esportivo Flamengo bekannt, zu den traditionellen Rivalen der Stadt. Bis zum 28. Januar 2009, als sich beide Vereine im Centenário-Stadion in einer Staatsmeisterschaftsbegegnung mit 0:0 trennten, dem letzten in dieser Statistik berücksichtigten Aufeinandertreffen, standen sich beide Vereine insgesamt 259 mal gegenüber.
| SER Caxias                                 | –             | EC Juventude    |
| Siege Caxias                               | Unentschieden | Siege Juventude |
| 82                                         | 83            | 94              |
| (338                                       | Tore          | 374)            |
| 1935–1971: 149 Spiele                      |               |                 |
| 48                                         | 32            | 69              |
| 1975 - …: 110 Spiele                       |               |                 |
| 34                                         | 51            | 25              |
| Staatsmeisterschaft (seit 1961): 80 Spiele |               |                 |
| 25                                         | 34            | 21              |

## Bekannte Spieler
- Luiz Felipe Scolari (1973–1979)
- Washington (1991–1997, 1999)
- Tite